# Ed del Castillo
Pour les articles homonymes, voir del Castillo.
Ed del Castillo est un concepteur de jeux vidéo ainsi que le cofondateur de Liquid Entertainment avec Michael Grayford.

## Ludographie
- Ultima IX
- Command and Conquer
- Battle Realms